# Vladimír Maděra (voják)
Vladimír Maděra (19. března 1917 Velehrad – 13. ledna 2013 Velehrad) byl československý důstojník, příslušník Československé armády v zahraničí v období druhé světové války a politický vězeň komunistického režimu.

## Život

### Před druhou světovou válkou
Vladimír Maděra se narodil 19. března 1917 ve Velehradu na Uherskohradišťsku. Otce, který bojoval v první světové válce, nepoznal, matka pracovala jako cihlářka pro místní velkostatek. Byl členem Sokola, vychodil měšťanskou školu v Uherském Hradišti a vyučil se krejčím na státní krejčovské škole.

### Druhá světová válka
Po německé okupaci vstoupil Vladimír Maděra do protinacistického odboje v řadách Obrany národa. Po prozrazení organizace díky automobilové nehodě spojky a následném zabavení převážených dokumentů gestapem bylo v oblasti Uherskohradišťska zahájeno zatýkání. Vladimír Maděra proto společně s Oldřichem Gazdíkem a Kurtem Franklem opustil 27. února 1940 v prostoru Strání ilegálně Protektorát Čechy a Morava a přes Slovensko se dostali do Budapešti, kde byli zatčeni a posléze vyhoštěni zpět na Slovensko.

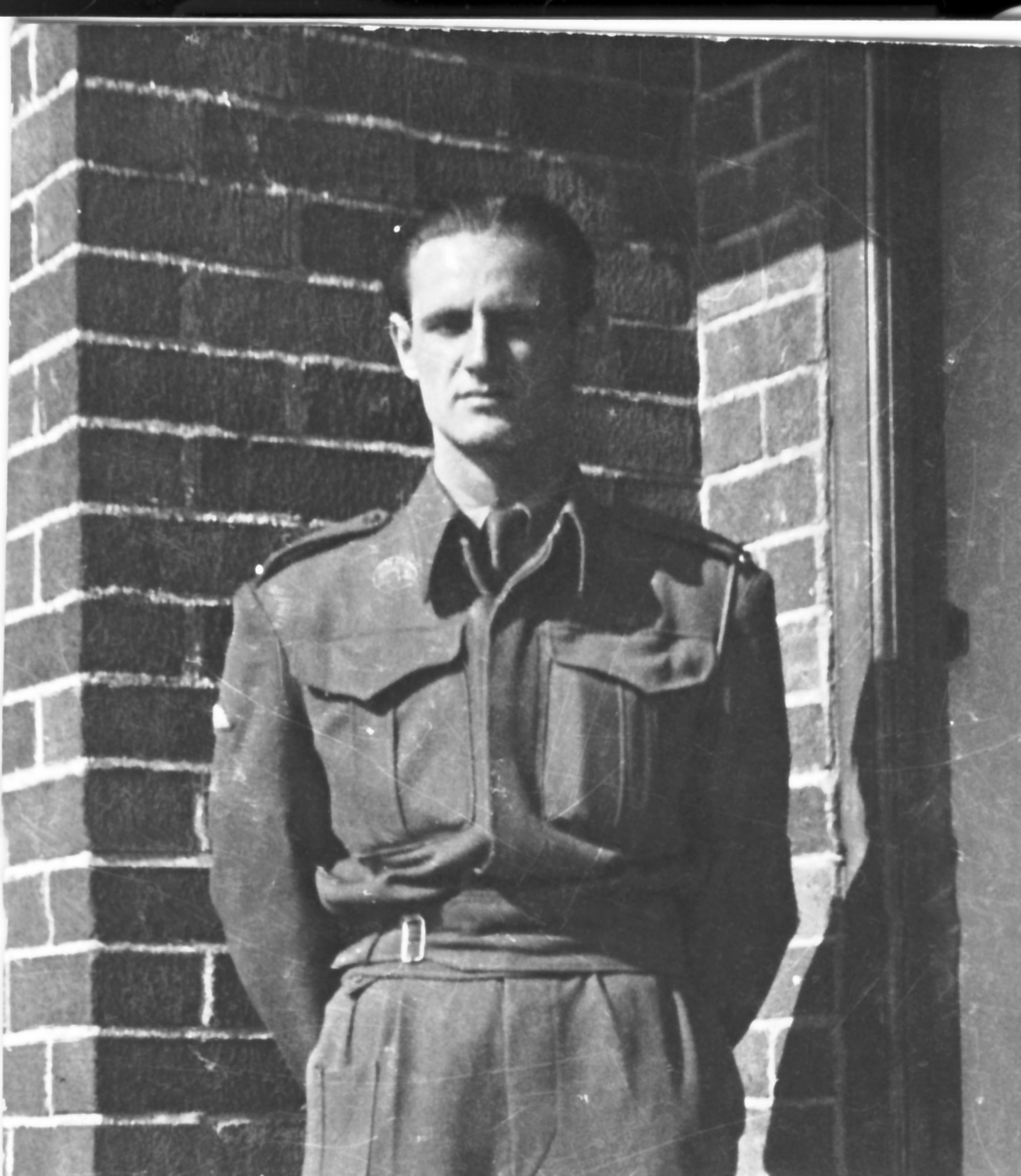
Vladimír Maděra v Anglii

Během druhého pokusu se Vladimír Maděra společně s dalšími přihlásil v Budapešti na polském velvyslanectví a s jeho pomocí pokračoval přes Bělehrad, Soluň, Istanbul, Sýrii a Bejrút do Marseille a dále do Agde, kde byl zařazen do zde vzniklé jednotky Československé armády v zahraničí. Zúčastnil obranných bojů v rámci bitvy o Francii. Po jejím pádu se 26. června 1940 evakuoval ze Sète přes Gibraltar do Spojeného království. Zde byl zařazen do československé Zvláštní skupiny D, ale protože se díky chybě v navigaci nezaviněně zranil při seskoku do koruny stromu, začal působit v týlové sekci a stal se tvůrcem a konstruktérem četných speciálních součástí parašutistické a záškodnické výstroje. Zde využil svou předválečnou kvalifikaci.
V Anglii se také setkal s výsadkáři Janem Kubišem, Josefem Gabčíkem a Josefem Valčíkem, kteří v květnu 1942 provedli v Praze atentát na zastupujícího říšského protektora Reinharda Heydricha. Parašutistům pořizoval fotografie na falešné legitimace, zajišťoval materiál a konstruoval padáky.
V letech 1944 a 1945 byl členem skupiny plnící úkoly na územích Československa čerstvě osvobozených sovětskou armádou. Jeho matka Františka Maděrová byla během okupace internována v internačním táboře ve Svatobořicích.

### Po druhé světové válce
Po skončení druhé světové války se Vladimír Maděra zabýval sbíráním informací o příslušnících protinacistického odboje. Odešel z armády a začal pracovat ve tkalcovně hedvábí v českém Slezsku. Později byl povolán do Prahy, opět vstoupil do armády a začal se podílet na budování paradesantního vojska v rámci Československé armády. Díky němu vzniklo množství součástí výstroje a výzbroje, stal se mj. tvůrcem prvního československého padáku VJ-1 (PZS-1), následný typ VJ-2 mu byl zamítnut sovětskými poradci. V roce 1951 byl komunistickými orgány zatčen. Podařilo se mu svou těhotnou anglickou manželku s dcerou dostat zpět do Spojeného království, sám byl ale za údajnou sabotáž v roce 1953 odsouzen JUDr. Karlem Vašem a další dva roky vězněn na Pankráci. Zároveň byl zbaven dosažené hodnosti majora a byla mu odebrána veškerá státní vyznamenání. Po propuštění patnáct let pracoval v ostravských dolech. Rozsudek mu byl po četných odvoláních v roce 1957 zrušen z důvodu neprokázání spáchání trestného činu. Po roce 1989 se stal činovníkem Svazu bojovníků za svobodu a Československé obce legionářské. V roce 1990 byl plně rehabilitován a povýšen do hodnosti plukovníka ve výslužbě. Zemřel 13. ledna 2013 v rodném Velehradu. Smuteční obřad byl vykonán 19. ledna v Bazilice Nanebevzetí Panny Marie a svatého Cyrila a Metoděje na Velehradě.

## Vyznamenání
- 1940 Československý válečný kříž 1939
- Pamětní medaile československé armády v zahraničí
- Československá medaile za zásluhy I. stupně
- Československá medaile Za chrabrost před nepřítelem
- Medaile Za službu vlasti
- Medaile Za zásluhy o obranu vlasti
- Medaile za zásluhy o ČSLA 1. stupně